# Пограничная застава

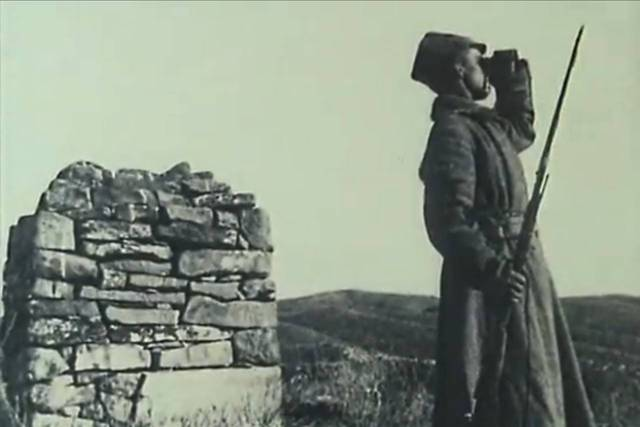
Советский пограничник в Туркестане, ведёт наблюдение

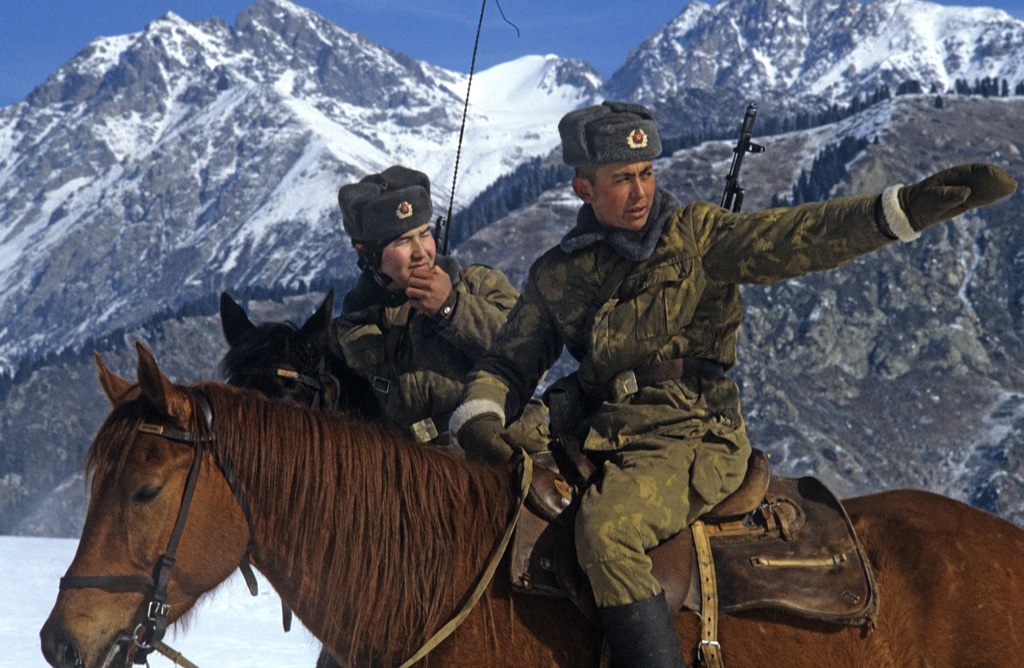
Конный наряд на горном участке советско-китайской границы, пограничная застава (погранзастава) «Хоргос», КазССР, 1 сентября 1984 года

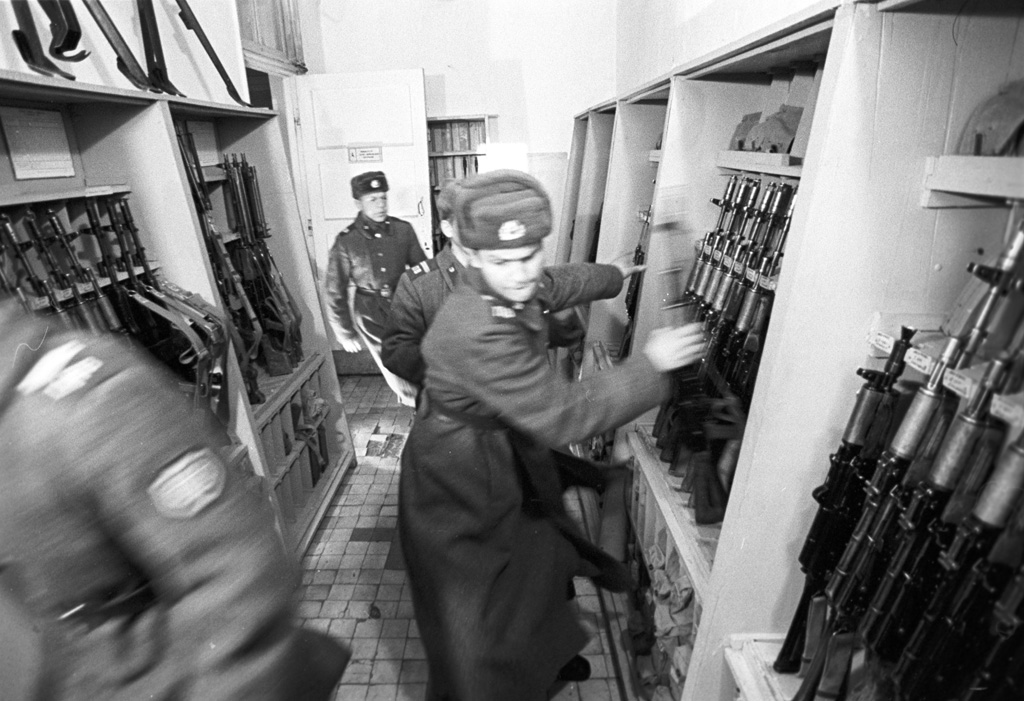
«Застава, в ружьё!» «Хоргос», КазССР, 1 января 1984 года

Пограничная застава (линейное отделение):
- основное подразделение пограничных войск, входящее в состав пограничного отряда или пограничной комендатуры, выполняющее задачи по непосредственной и непрерывной охране определенного участка государственной границы (ГГ);
- дислокация формирования, например одно из самых северных и удалённых поселений Евразии было погз Эклипс.

Сокращённое наименование в рабочих документах — погз, ранее — пз, например, 16-я пограничная застава 49-го Краснознамённого пограничного отряда — 16 погз 49 пого.
Охраняемый пограничной заставой участок ограничивается с фронта линией государственной границы, справа и слева — разграничительными линиями.
В зависимости от физико-географических, военно-политических и иных особенностей региона (местности), участок пограничной заставы может иметь протяжённость от нескольких сот метров до нескольких сот километров по фронту и примерно столько же — в глубину. Средняя протяжённость охраняемого участка составляет 15 — 25 километров государственной границы.
Как правило имеет действительное (например, 16-я пограничная застава 49-го Краснознамённого пограничного отряда) и условное наименования (например, пограничная застава «Орловка»), литерную печать заставы и так далее. Пограничные заставы имеют сплошную нумерацию в рамках погранотряда, аналогично нумерации рот в полку.
Условное наименование присваивается погранзаставе, как правило, исходя из географических названий или особенностей данной местности: населённого пункта, реки, озера, горы и так далее. Например: «Алексеевка», «Чет-Ласты», «Зоркуль», «Высокая», «Лесная», «Кулебякины Сопки» и тому подобное. Исключение составляют именные заставы, и не только. Так, например, существуют такие как пограничные застава имени Г. Мезенцева, имени Ф. Озмителя, имени Н. Карацупы, однако есть и заставы с названиями "Дальрис", "Полковница" и другие, которые никак не связаны ни с географией ни с историческими личностями.

## Структура
Пограничная застава по статусу соответствует таким подразделениям как рота или батарея. Должность начальника погранзаставы, по штату, как правило — майор, также как командира отдельной роты (батареи). В некоторых же случаях должность начальника заставы, в соответствии со штатом, может быть подполковник или капитан. Тем не менее, организационно, пограничная застава обычно состоит из отделений, но может включать в себя также и взводы.
В состав пограничной заставы обычно входят два — четыре стрелковых и/или кавалерийских отделения, отделение связи и сигнализации (или отделение связи), отделение службы собак. Вместе с тем, погранзастава может также включать в себя отделение управления, техническое отделение, гранатометное отделение, радиолокационное, прожекторное отделения (или прожекторную станцию) или радиолокационно-прожекторное отделение, в зависимости от специфики охраняемого участка ГГ.

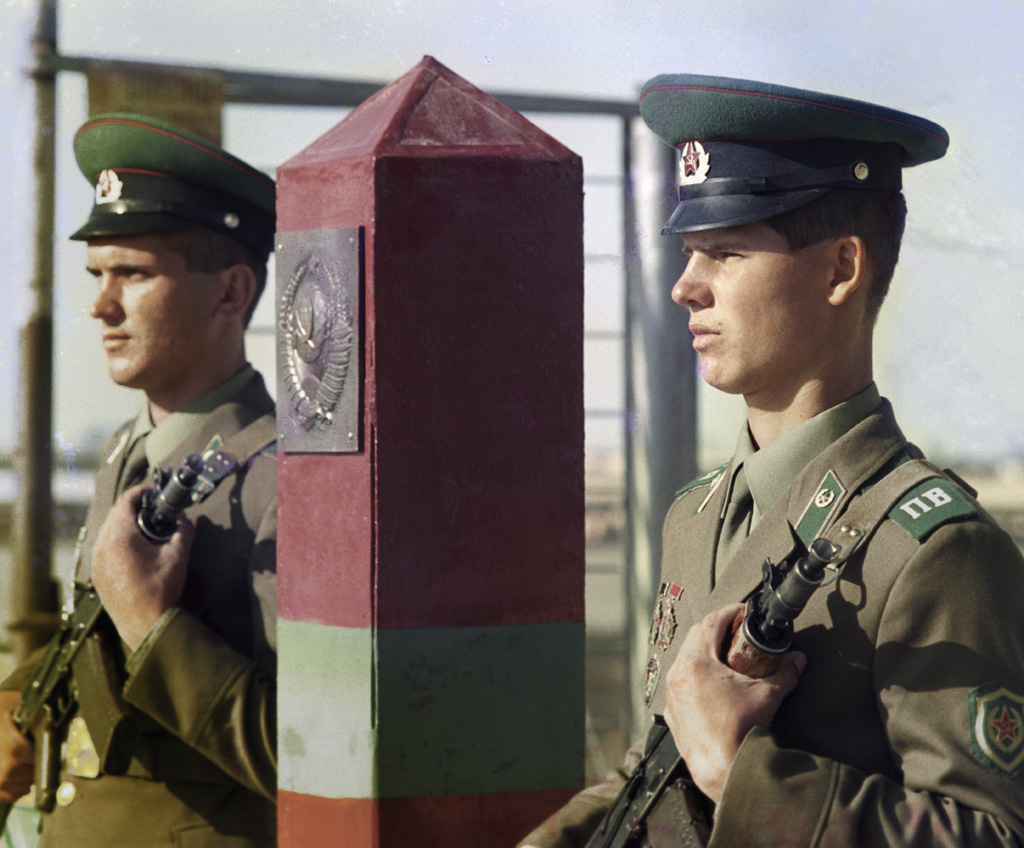
Советско-афганская граница, погранзастава имени С. Н. Карпова, УзССР.

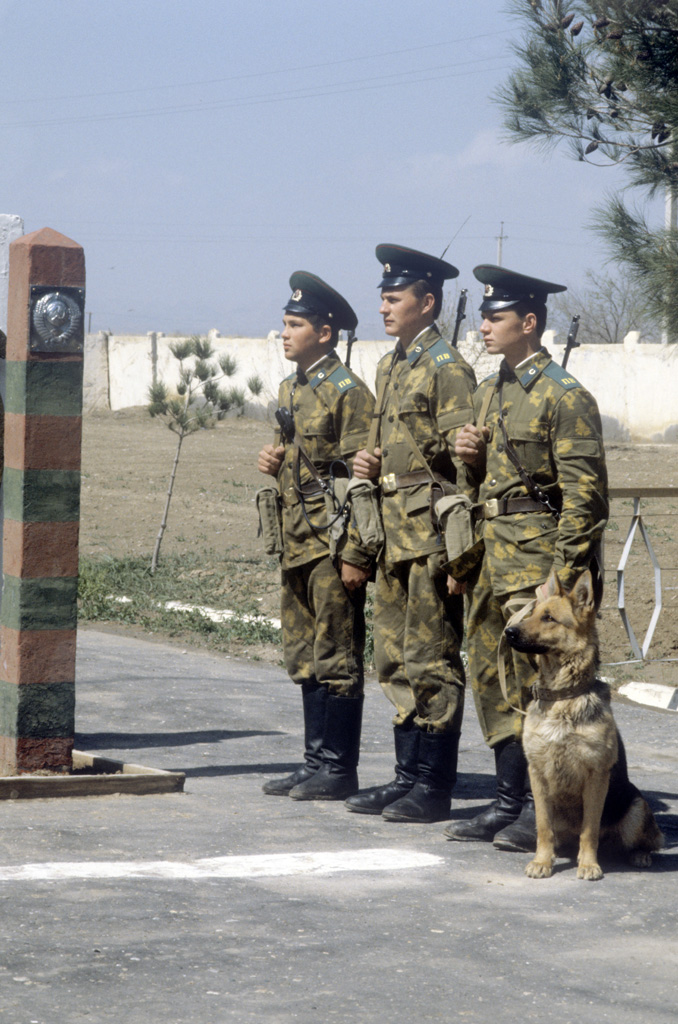
Пограничный наряд на получении приказа на охрану государственной границы. Погранзастава имени С. Н. Карпова (погиб в неравном бою с басмачами, в 1933 году) Краснознамённого Среднеазиатского пограничного округа.

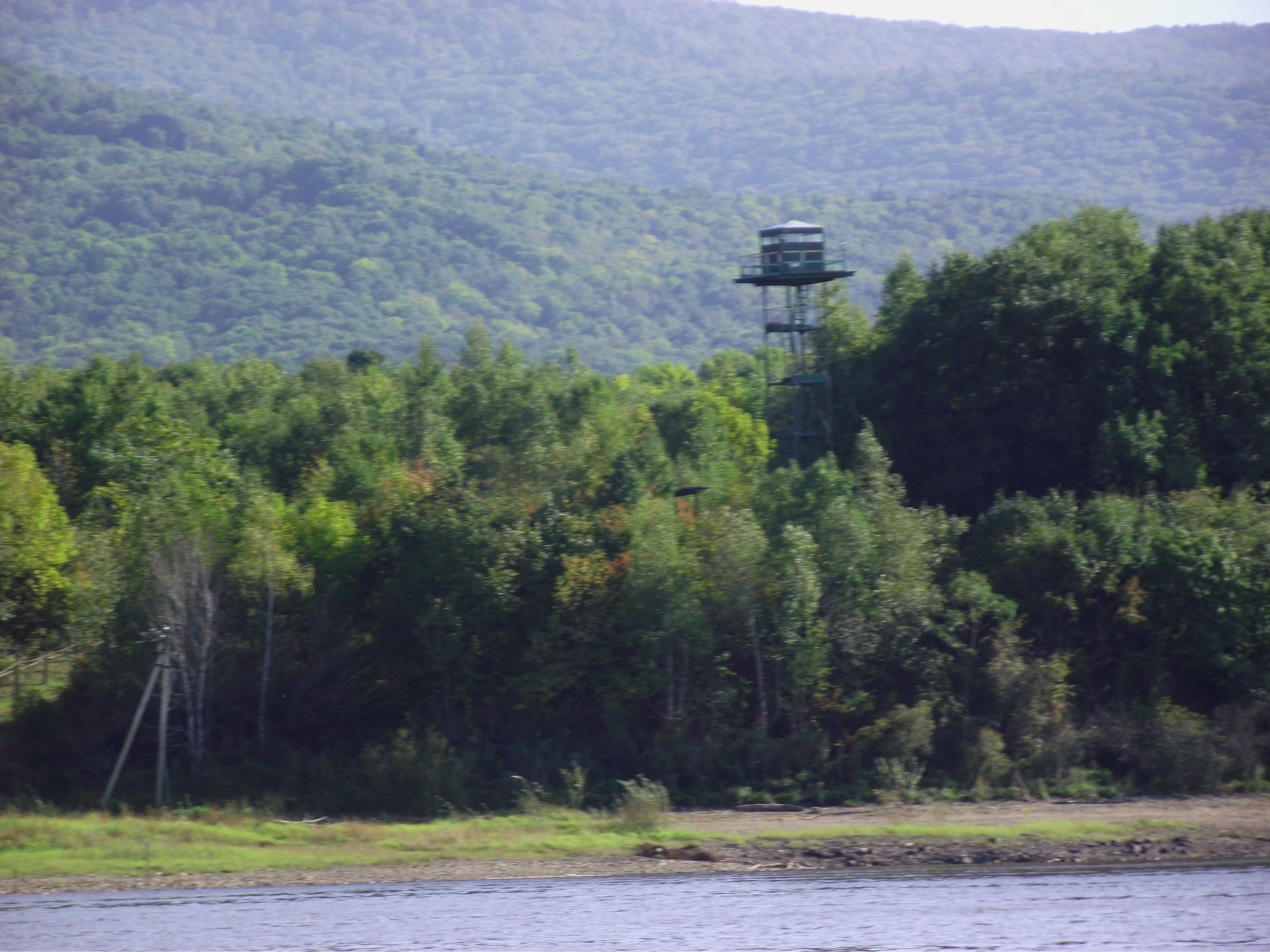
Российская пограничная вышка в селе Казакевичево, Хабаровский край. Российско-китайская граница.

Охрану государственной границы пограничная застава осуществляет различными методами, в первую очередь службой различных видов пограничных нарядов, и с применением контролирующих средств.
Пограничной заставой командует начальник (нпогз), который отвечает за охрану государственной границы в пределах своего участка, боевую готовность пограничной заставы; за боевую и политическую подготовку; за воспитание, воинскую дисциплину и политико-моральное состояние личного состава; за поддержание внутреннего порядка, состояние и сохранность вооружения, боевой техники, транспорта, инженерно-технического оборудования границы, средств связи, имущества пограничной заставы, служебных животных и за правильное использование в охране границы имеющихся сил и средств. В связи с этим, начальник заставы наделён и определенными административными функциями в отношении гражданских лиц, в частности выдает или, при необходимости, изымает пропуска в пограничную полосу, имея для этой цели литерную печать, составляет процессуальные документы при задержании нарушителей. Ему помогают заместитель начальника заставы, заместитель начальника заставы по воспитательной (или воспитательной и социально-правовой) работе (ранее по политической части), а также старшина и старший техник.
Для охраны и обороны государственной границы, застава располагает следующими средствами: стрелковым оружием, гранатометами, ручными гранатами, средствами связи, автомобилями, оптическими приборами, служебными собаками, при необходимости, также средствами сигнализации, тракторами, радиолокационными и прожекторными станциями, лошадьми, бронетранспортерами, гусеничными транспортерами, танками, вездеходами, снегоходами.
В июне 1941 года пограничные заставы НКВД СССР были штатной численностью 42 и 64 человека личного состава, в зависимости от конкретных условий обстановки и местности ГГ. Всего в погранвойсках Союза в 1941 году было пограничных застав:
- линейных — 1 747[3];
- резервных — 153[3].

### Пограничная застава — контрольно-пропускной пункт
Некоторые пограничные заставы одновременно сочетают в себе также функции контрольно-пропускного пункта. Таких подразделений (погз-кпп) было немало, например, в отдельном Арктическом пограничном отряде. Существует также другой официальный вариант названия для этих подразделений — застава пограничного контроля (зпк).

## Военный объект
Кроме того, пограничная застава — это военный объект (военный городок) вблизи государственной границы, в котором непосредственно дислоцируется и осуществляет служебно-боевую деятельность подразделение — пограничная застава, а также проживают семьи военнослужащих. Застава имеет фортификационные сооружения, такие как опорный пункт, а также позиции непосредственной обороны. Иногда опорный пункт совмещен с позициями непосредственной обороны заставы. Также пограничная застава оборудована объектами спортивной и другой учебно-материальной базы, в частности стрельбищем. Для обеспечения боеготовности и жизнедеятельности личного состава и семей пограничников на погранзаставе существует комплекс складов, квартиры и другие строения и помещения, необходимые для автономного выполнения задач, с возможностью создания комфортных условий для проживания. Как правило, имеется также подсобное хозяйство.
В зависимости от особенностей участка, застава может быть расположена как в непосредственной близости от линии государственной границы, так и на значительном удалении от неё, то есть от нескольких десятков метров до нескольких сотен километров.

## Резервная пограничная застава
Резервная пограничная застава — подразделение пограничной комендатуры или пограничного отряда, предназначенное для действий при изменениях обстановки и, при необходимости, усиления охраны государственной границы на определенных участках. Резервная застава не отвечает за непосредственную охрану границы на определенном участке и дислоцируется обычно на пограничной комендатуре или в пограничном отряде. Тем не менее, структура резервной погз аналогична структуре линейной погранзаставы.

## Пограничная застава мотоманёвренной группы
Пограничная застава мотоманёвренной группы (погз ммг) пограничного отряда является подразделением, не охраняющим определенного участка государственной границы и, соответственно, не имеющим своего отдельного военного городка. Однако ММГ, дислоцируемые непосредственно на границе, несут службу ежедневно по охране гос границы. На территории погранзаставы ММГ, находится автопарк — БТР-60,70,80, «Уралы», прожекторные установки на автомобильном шасси. Экипажи машин относятся к резервной заставе. Личный состав ММГ — к линейной заставе. Предназначена для действий при отражении вооруженного вторжения через государственную границу. Она выполняет задачи по охране границы в качестве резерва и имеет на вооружении боевую технику. По своим статусу, подчиненности и характеру выполняемых задач погз ммг — это подразделение, примерно аналогичное мотострелковой роте, однако по структуре схожа с пограничной заставой, то есть состоит не из взводов, а также из отделений.

## Десантно-штурмовая пограничная застава
Десантно-штурмовая пограничная застава (дшпогз) — подразделение десантно-штурмовой маневренной группы пограничного отряда. Является резервом пограничного отряда и предназначена для охраны государственной границы в основном с применением тактического воздушного десанта при отражении вооруженного вторжения, ведении боевых действий на государственной границе, а также пограничного поиска. По статусу примерно аналогична десантно-штурмовой роте, но как и любая пограничная застава, не имеет взводов, а состоит из отделений, однако может вместо взводов подразделяться на штатные боевые группы, в каждую из которых входят по два отделения.

## Учебная пограничная застава

### Учебное подразделение
Учебная пограничная застава (упогз) — учебное подразделение в военно-учебных заведениях и учебных частях (соединениях) пограничных войск. Непосредственно входит в состав учебного дивизиона или учебного центра (пункта). По статусу примерно аналогична учебной роте, организационно состоит из нескольких учебных отделений курсантов.

### Объект учебно-материальной базы
Помимо этого, учебная пограничная застава — учебный объект в военно-учебных заведениях, учебных частях пограничных войск, являющий собой модель пограничной заставы. На такой заставе курсантские подразделения дислоцируются в течение определенного периода времени и курсанты проходят практические занятия, закрепляя теоретические знания по несению пограничной службы, организации служебно-боевой деятельности пограничной заставы, быта личного состава.

#### Подразделение обеспечения
Для обеспечения проведения занятий с курсантами и обслуживания учебно-материальной базы учебной заставы и учебного участка границы существует также подразделение учебного и материально-технического обеспечения — учебная пограничная застава, которая входит в состав учебного центра, структурно напоминает погранзаставу и состоит из нескольких отделений.

## Другие заставы в пограничных войсках
В 1990-х годах в пограничных войсках Казахстана в течение нескольких лет подразделения боевого и тылового обеспечения пограничных отрядов именовались не ротами, а заставами, сохраняя при этом ротную структуру: комендантская застава (кз), застава связи (зс), застава материального обеспечения (змо), инженерно-сапёрная застава (исапз), ремонтная застава (ремз). При этом во главе подразделения был начальник соответствующей заставы. Например, при реорганизации командир комендантской роты становился начальником комендантской заставы.
В некоторых пограничных отрядах в постсоветский период создавались разведывательные (разведывательно-поисковые) заставы.